# Nati nel 1943/Marzo
| Questa pagina contiene informazioni ricavate automaticamente dalle voci biografiche con l'ausilio del template Bio e di un bot. L'aggiornamento è periodico e automatico e ricostruisce completamente la pagina. Se manca una persona in questa lista, sei pregato di non aggiungerla, ma accertati piuttosto che la sua voce biografica contenga il template Bio e che i dati anagrafici siano correttamente compilati. Se il template Bio manca, inseriscilo tu stesso o, in alternativa, metti l'avviso {{tmp\|Bio}} che ne segnala la mancanza. Se i dati riportati sono sbagliati, correggi direttamente la voce biografica; le modifiche saranno visibili in questa lista entro pochi giorni. Per chiarimenti vedi il progetto biografie. La lista contiene solo le 263 persone che sono citate nell'enciclopedia e per le quali è stato implementato correttamente il template Bio. Pagina aggiornata al 26 lug 2025. |

- 1º marzo - Gil Amelio, informatico statunitense
- 1º marzo - Mauro Checcoli, cavaliere, dirigente sportivo e progettista italiano
- 1º marzo - Willy In 't Ven, ex ciclista su strada belga
- 1º marzo - José Ángel Iribar, allenatore di calcio, ex calciatore e dirigente sportivo --> spagnolo
- 1º marzo - Ben Jipcho, mezzofondista e siepista keniota († 2020)
- 1º marzo - Cha Katō, comico, attore e cantante giapponese
- 1º marzo - Akinori Nakayama, ginnasta giapponese († 2025)
- 1º marzo - Claudio Parmiggiani, artista italiano
- 1º marzo - Marco Parodi, regista italiano († 2019)
- 1º marzo - Rašid Alievič Sjunjaev, fisico e astronomo russo
- 1º marzo - Piet Veerman, cantante olandese
- 1º marzo - Umberto Volpati, calciatore italiano († 2017)
- 2 marzo - Károly Bakos, ex sollevatore ungherese
- 2 marzo - Salvatore Boemi, ex magistrato italiano
- 2 marzo - Francesco Gaetano Caltagirone, imprenditore italiano
- 2 marzo - Rosa DeLauro, politica statunitense
- 2 marzo - Jackson C. Frank, cantautore statunitense († 1999)
- 2 marzo - Chuck Hughes, giocatore di football americano statunitense († 1971)
- 2 marzo - Niels Peder Kristensen, entomologo danese († 2014)
- 2 marzo - Juan Carlos Masnik, calciatore uruguaiano († 2021)
- 2 marzo - Tony Meehan, batterista e compositore britannico († 2005)
- 2 marzo - Giorgio Sacerdoti, avvocato, giurista e giudice italiano
- 2 marzo - Skaidrīte Smildziņa, ex cestista sovietica
- 2 marzo - Peter Straub, scrittore e poeta statunitense († 2022)
- 2 marzo - Robert Williams, pittore statunitense
- 3 marzo - Enzo Bianchi, monaco cristiano e saggista italiano
- 3 marzo - Paul Cook, politico statunitense
- 3 marzo - John Gardiner, cestista e allenatore di pallacanestro australiano († 2014)
- 3 marzo - Alfonso Franco Grassi, designer e artista italiano († 2014)
- 3 marzo - Hernán Huarache Mamani, scrittore peruviano († 2016)
- 3 marzo - Jim Jarvis, ex cestista e allenatore di pallacanestro statunitense
- 3 marzo - Mark Peploe, sceneggiatore e regista britannico († 2025)
- 3 marzo - Anneliese Rockenbach, ex nuotatrice venezuelana
- 3 marzo - Franco Rosati, ex calciatore italiano
- 3 marzo - Aeronwy Thomas, scrittrice inglese († 2009)
- 3 marzo - Ivo Vajgl, politico e diplomatico sloveno
- 4 marzo - Franco Corradi, carabiniere italiano († 1970)
- 4 marzo - Dadá Maravilha, ex calciatore brasiliano
- 4 marzo - Lucio Dalla, cantautore, compositore e polistrumentista italiano († 2012)
- 4 marzo - Gaspare Giudice, politico italiano († 2009)
- 4 marzo - Bruno Jacoboni, allenatore di calcio e ex calciatore italiano
- 4 marzo - Gabriele Mana, vescovo cattolico italiano
- 4 marzo - Roberto Manganotto, calciatore italiano († 2022)
- 4 marzo - Mario Medda, pentatleta italiano († 1980)
- 4 marzo - Carlos Mouriño, imprenditore e dirigente sportivo spagnolo
- 4 marzo - Carla Federica Nespolo, politica italiana († 2020)
- 4 marzo - Gianni Pulone, attore italiano († 2010)
- 4 marzo - Aldo Rico, politico e militare argentino
- 4 marzo - Philippe Salaün, fotografo francese († 2020)
- 5 marzo - Billy Backus, ex pugile statunitense
- 5 marzo - Lucio Battisti, cantautore, produttore discografico e arrangiatore italiano († 1998)
- 5 marzo - Luigi De Sena, politico, dirigente pubblico e poliziotto italiano († 2015)
- 5 marzo - Frank Forberger, canottiere tedesco († 1998)
- 5 marzo - Vicente Saldívar, pugile messicano († 1985)
- 6 marzo - Ján Bakoš, storico dell'arte slovacco († 2025)
- 6 marzo - Mario Cotelli, allenatore di sci alpino italiano († 2019)
- 6 marzo - Gordon Jones, ex calciatore inglese
- 6 marzo - Nick Papadakis, ex calciatore greco
- 7 marzo - Bob Avakian, politico statunitense
- 7 marzo - Carolyn Carlson, danzatrice e coreografa statunitense
- 7 marzo - Marcella Di Folco, attivista, attrice e politica italiana († 2010)
- 7 marzo - Larry Lee, chitarrista e cantautore statunitense († 2007)
- 7 marzo - Bill MacMillan, hockeista su ghiaccio, allenatore di hockey su ghiaccio e dirigente sportivo canadese († 2023)
- 7 marzo - Bent Parodi, giornalista e scrittore italiano († 2009)
- 7 marzo - Renato Rutigliano, artista e attore italiano († 2001)
- 7 marzo - Les Selvage, cestista statunitense († 1991)
- 7 marzo - Grant Simmons, ex cestista statunitense
- 7 marzo - Arne Strid, botanico svedese
- 7 marzo - Luigi Uzzo, attore italiano († 1990)
- 7 marzo - Chris White, musicista britannico
- 8 marzo - Cesare Campa, politico italiano
- 8 marzo - Susan Clark, attrice canadese
- 8 marzo - Lee In-pyo, ex cestista e allenatore di pallacanestro sudcoreano
- 8 marzo - Valerio Massimo Manfredi, scrittore, storico e archeologo italiano
- 8 marzo - Tracy Pratt, ex hockeista su ghiaccio statunitense
- 8 marzo - Lynn Redgrave, attrice britannica († 2010)
- 9 marzo - Mike Ferguson, allenatore di calcio e calciatore inglese († 2019)
- 9 marzo - Bobby Fischer, scacchista statunitense († 2008)
- 9 marzo - Bill Hodges, allenatore di pallacanestro statunitense
- 9 marzo - Gianpaolo Incerti, ex calciatore italiano
- 9 marzo - David Matthews, compositore britannico
- 9 marzo - Jef Raskin, programmatore statunitense († 2005)
- 9 marzo - Emanuele Sanna, politico italiano († 2012)
- 9 marzo - Wolfgang Scheidel, ex slittinista tedesco orientale
- 9 marzo - R. Brent Tully, astronomo canadese
- 10 marzo - Frank Del Giudice, musicista e compositore italiano
- 10 marzo - Rodney Gould, pilota motociclistico britannico († 2024)
- 10 marzo - Eamonn McCann, giornalista, scrittore e attivista britannico
- 10 marzo - Stephen Montague, compositore statunitense
- 10 marzo - Carlo Proietti, politico italiano († 2020)
- 10 marzo - Bruce Joel Rubin, sceneggiatore, regista e produttore cinematografico statunitense
- 10 marzo - Peter Tremayne, scrittore britannico
- 11 marzo - Attilio Benfatto, ciclista su strada e pistard italiano († 2017)
- 11 marzo - Nevio De Zordo, bobbista italiano († 2014)
- 11 marzo - Raymond Delisle, ciclista su strada francese († 2013)
- 11 marzo - John Thomas Draper, programmatore e hacker statunitense
- 11 marzo - Rolf Groven, pittore norvegese († 2025)
- 11 marzo - Carol-Ann Kalogeropoulos, ex tennista statunitense
- 11 marzo - Terry Kunze, ex cestista statunitense
- 11 marzo - Laís Elena Aranha da Silva, cestista brasiliana († 2019)
- 11 marzo - Emiliano Mascetti, calciatore e dirigente sportivo italiano († 2022)
- 11 marzo - Arturo Merzario, ex pilota automobilistico italiano
- 11 marzo - Heinz-Ulrich Walther, ex pattinatore artistico su ghiaccio tedesco
- 12 marzo - Stanislav Galić, generale serbo
- 12 marzo - Johnny Jones, ex cestista statunitense
- 12 marzo - Hacène Lalmas, calciatore e allenatore di calcio algerino († 2018)
- 12 marzo - Graziella Polesinanti, attrice e doppiatrice italiana
- 12 marzo - Jimmy Rodgers, ex cestista e allenatore di pallacanestro statunitense
- 12 marzo - René Souchon, politico francese
- 13 marzo - Giancarlo De Sisti, ex calciatore, allenatore di calcio e dirigente sportivo italiano
- 13 marzo - Mike Fisher, ex pilota automobilistico statunitense
- 13 marzo - Gianni Motta, ex ciclista su strada e pistard italiano
- 13 marzo - André Téchiné, regista e sceneggiatore francese
- 14 marzo - Bjørn Odmar Andersen, allenatore di calcio e calciatore norvegese († 2008)
- 14 marzo - Ole Daniel Enersen, alpinista, fotografo e giornalista norvegese († 2024)
- 14 marzo - Sam Goodwin, allenatore di calcio e calciatore scozzese († 2005)
- 14 marzo - Rudolf Křesťan, scrittore ceco
- 14 marzo - Radmilo Mišović, ex cestista e allenatore di pallacanestro jugoslavo
- 14 marzo - Anita Morris, attrice e cantante statunitense († 1994)
- 14 marzo - Bernd Patzke, allenatore di calcio e ex calciatore tedesco
- 14 marzo - Cosimo Pinto, ex pugile italiano
- 14 marzo - Peter Vetsch, architetto svizzero
- 15 marzo - Olga Schoberová, attrice cecoslovacca
- 15 marzo - David Cronenberg, regista, sceneggiatore e attore canadese
- 15 marzo - Magda Konopka, attrice e modella polacca
- 15 marzo - Lynda La Plante, scrittrice e sceneggiatrice britannica
- 15 marzo - Sly Stone, musicista, cantante e produttore discografico statunitense († 2025)
- 15 marzo - Frank Wiegand, ex nuotatore tedesco orientale
- 15 marzo - Pim van Lommel, cardiologo olandese
- 16 marzo - Alan Bloor, ex calciatore inglese
- 16 marzo - Francesco Giovanni Brugnaro, arcivescovo cattolico italiano
- 16 marzo - Hans Heyer, pilota automobilistico tedesco
- 16 marzo - John Leeson, attore e doppiatore britannico
- 16 marzo - Fabrizio Moroni, attore italiano († 2006)
- 16 marzo - William Nygaard, editore norvegese
- 16 marzo - Otto Steidle, architetto tedesco († 2004)
- 16 marzo - Maruja Torres, scrittrice e giornalista spagnola
- 16 marzo - Ray Veall, ex calciatore inglese
- 17 marzo - Ernie Hunt, calciatore inglese († 2018)
- 17 marzo - Angelo Mammì, calciatore italiano († 2000)
- 17 marzo - Bakili Muluzi, politico malawiano
- 17 marzo - Antonio Saltini, giornalista e agronomo italiano
- 17 marzo - Giuseppe Spalazzi, calciatore italiano († 2025)
- 17 marzo - Roberto Speciale, generale e politico italiano
- 17 marzo - Ettore Tibaldi, zoologo, etologo e ambientalista italiano († 2008)
- 17 marzo - Dionisio Urreisti, ex calciatore e allenatore di calcio spagnolo
- 18 marzo - Giuseppe Caterina, politico italiano († 2025)
- 18 marzo - Kevin Dobson, attore statunitense († 2020)
- 18 marzo - Gianni Greco, musicista, conduttore radiofonico e scrittore italiano
- 18 marzo - Nobuko Imai, violista giapponese
- 18 marzo - Alberto Marras, produttore cinematografico, sceneggiatore e tecnico del suono italiano
- 18 marzo - Aurora Quattrocchi, attrice italiana
- 18 marzo - Ghislaine Thesmar, ex ballerina francese
- 19 marzo - Maria Grazia Bon, attrice italiana († 2020)
- 19 marzo - Nate Bowman, cestista statunitense († 1984)
- 19 marzo - Francesco Bruni, linguista, storico della letteratura e italianista italiano († 2025)
- 19 marzo - Vito Bruschini, scrittore, autore televisivo e giornalista italiano
- 19 marzo - Mario Molina, chimico messicano († 2020)
- 19 marzo - Mario Monti, politico e economista italiano
- 19 marzo - Joaquim Oliveira Duarte, ex calciatore portoghese
- 19 marzo - Annabella Schiavone, attrice italiana († 1989)
- 19 marzo - Vern Schuppan, ex pilota automobilistico australiano
- 19 marzo - Giuseppe Tamborini, allenatore di calcio e ex calciatore italiano
- 19 marzo - Francisco Valdés, allenatore di calcio e calciatore cileno († 2009)
- 20 marzo - Klaus Ackermann, ex calciatore tedesco
- 20 marzo - Alida Cappellini, attrice, doppiatrice e scenografa italiana
- 20 marzo - Jon Christensen, percussionista e batterista norvegese († 2020)
- 20 marzo - Jaime Chávarri, regista e sceneggiatore spagnolo
- 20 marzo - Beatrice Cori, annunciatrice televisiva e modella italiana († 2000)
- 20 marzo - Darlene Glória, attrice brasiliana
- 20 marzo - Tamás Kovács, ex schermidore ungherese
- 20 marzo - Gerard Malanga, poeta, fotografo e regista statunitense
- 20 marzo - Pat O'Connor, regista irlandese
- 20 marzo - Geoffrey Picard, canottiere statunitense († 2002)
- 20 marzo - Johnny Powers, wrestler e imprenditore canadese († 2022)
- 20 marzo - Douglas Tompkins, ambientalista, filantropo e regista statunitense († 2015)
- 21 marzo - Luigi Agnolin, arbitro di calcio e dirigente sportivo italiano († 2018)
- 21 marzo - Antal Dunai, allenatore di calcio e ex calciatore ungherese
- 21 marzo - Hartmut Haenchen, direttore d'orchestra tedesco
- 21 marzo - Jeong Jin-bong, ex cestista sudcoreano
- 21 marzo - Marika Kilius, ex pattinatrice artistica su ghiaccio tedesca
- 21 marzo - Tonny van Leeuwen, calciatore olandese († 1971)
- 21 marzo - Nelson Oyarzún, allenatore di calcio cileno († 1978)
- 21 marzo - Salvatore Sciascia, politico e dirigente d'azienda italiano († 2024)
- 21 marzo - Vivian Stanshall, cantante, pittore e poeta britannico († 1995)
- 22 marzo - Rahim Aliabadi, ex lottatore iraniano
- 22 marzo - Lynn Burke, nuotatrice statunitense
- 22 marzo - André Hendryckx, ciclista su strada belga († 2024)
- 22 marzo - Sergio Osterman, ex calciatore italiano
- 22 marzo - Hubert Papin, ex cestista francese
- 22 marzo - Keith Relf, cantante, chitarrista e armonicista britannico († 1976)
- 22 marzo - Joseph Schwantner, compositore e docente statunitense
- 22 marzo - Ria van Velsen, ex nuotatrice olandese
- 22 marzo - Gino Volpe, cantautore italiano († 2020)
- 22 marzo - George Benson, cantante, chitarrista e compositore statunitense
- 23 marzo - Claudia von Alemann, regista tedesca
- 23 marzo - Giuseppe Avellone, ex nuotatore italiano
- 23 marzo - Anton Camilleri, ex calciatore maltese
- 23 marzo - Pierre-Alain Dahan, batterista francese († 2013)
- 23 marzo - Bobby Diamond, attore e avvocato statunitense († 2019)
- 23 marzo - Winston Groom, scrittore e giornalista statunitense († 2020)
- 23 marzo - Roy Hilton, giocatore di football americano statunitense († 2019)
- 23 marzo - John Baptist Kaggwa, vescovo cattolico ugandese († 2021)
- 23 marzo - Bruno Marengo, politico e scrittore italiano
- 23 marzo - Erminio Mascherpa, ingegnere e giornalista italiano († 2005)
- 23 marzo - Taniko Nakamura, ex ginnasta giapponese
- 23 marzo - Nils-Aslak Valkeapää, musicista, poeta e scrittore finlandese († 2001)
- 23 marzo - Muhammad Muhammad Sadiq al-Sadr, religioso iracheno († 1999)
- 24 marzo - Tony Calleja, ex calciatore maltese
- 24 marzo - Martin Lancaster, politico statunitense
- 24 marzo - Hilde Lauer, ex canoista rumena
- 24 marzo - Lourdes Ortiz Sánchez, scrittrice e drammaturga spagnola
- 24 marzo - Billy Wilkinson, calciatore inglese († 1996)
- 25 marzo - Barbro Eriksson, ex nuotatrice svedese
- 25 marzo - Paul Michael Glaser, attore e regista statunitense
- 25 marzo - Maya Hungerbühler, ex nuotatrice svizzera
- 25 marzo - Pavel Lednëv, pentatleta sovietico († 2010)
- 25 marzo - Lisbet Lundquist, attrice e conduttrice televisiva danese
- 25 marzo - Mario Santececca, calciatore, allenatore di calcio e dirigente sportivo italiano († 2024)
- 26 marzo - Mary Agnes Donoghue, sceneggiatrice, regista e produttrice cinematografica statunitense
- 26 marzo - Sergio Leonardi, cantante e attore italiano
- 26 marzo - Paolo Maurensig, scrittore italiano († 2021)
- 26 marzo - Giusi Merli, attrice italiana
- 26 marzo - Carlos Ruiter, ex calciatore brasiliano
- 26 marzo - Bob Woodward, giornalista e saggista statunitense
- 26 marzo - Guillermo Yávar, ex calciatore cileno
- 27 marzo - Renate Ameis, ex cestista tedesca
- 27 marzo - Francesco Casisa, calciatore e allenatore di calcio italiano († 2014)
- 27 marzo - Mike Curtis, giocatore di football americano statunitense († 2020)
- 27 marzo - Nicholas Humphrey, psicologo britannico
- 27 marzo - Nicolae Pescaru, calciatore rumeno († 2019)
- 28 marzo - Maurizio De Luca, giornalista e scrittore italiano († 2014)
- 28 marzo - Richard Eyre, regista, sceneggiatore e direttore artistico britannico
- 28 marzo - Conchata Ferrell, attrice statunitense († 2020)
- 28 marzo - Denílson Custódio Machado, calciatore brasiliano († 2024)
- 28 marzo - Giovanni Pettenella, pistard e ciclista su strada italiano († 2010)
- 28 marzo - Richard Stilgoe, paroliere, librettista e compositore britannico
- 28 marzo - Jimmy Wang Yu, attore, regista e produttore cinematografico cinese († 2022)
- 29 marzo - Claudio Angelini, giornalista e scrittore italiano († 2015)
- 29 marzo - Jan Banaś, ex calciatore polacco
- 29 marzo - Paola Binetti, psichiatra e politica italiana
- 29 marzo - José Pablo Feinmann, scrittore argentino († 2021)
- 29 marzo - Carlo Alberto Graziani, politico e giurista italiano
- 29 marzo - Eric Idle, attore, comico e scrittore britannico
- 29 marzo - John Lloyd, allenatore di rugby a 15 e ex rugbista a 15 gallese
- 29 marzo - John Major, politico britannico
- 29 marzo - Vangelis, compositore e polistrumentista greco († 2022)
- 29 marzo - Bo Arne Vibenius, regista, produttore cinematografico e sceneggiatore svedese
- 30 marzo - Jim Craig, ex calciatore scozzese
- 30 marzo - Ian Gibson, calciatore scozzese († 2016)
- 30 marzo - Alberto Gozzi, drammaturgo e scrittore italiano
- 30 marzo - Jean-Louis Ravelomanantsoa, velocista malgascio († 2016)
- 30 marzo - José Vantolrá, ex calciatore messicano
- 31 marzo - Roy Andersson, regista svedese
- 31 marzo - Salvatore Billa, attore italiano († 2006)
- 31 marzo - Franco Borgia, politico italiano
- 31 marzo - Franco Braga, docente e politico italiano
- 31 marzo - Mario Carlini, costumista e scenografo italiano († 2022)
- 31 marzo - Deirdre Clancy, costumista e scenografa britannica
- 31 marzo - Jim Hudson, giocatore di football americano statunitense († 2013)
- 31 marzo - Mariella Mazzetto, politica italiana
- 31 marzo - Massimo Scolari, architetto, pittore e designer italiano
- 31 marzo - Christopher Walken, attore statunitense